# 진주면
진주면(眞珠麵)은 한국의 음식이다.

## 이름
녹말을 묻혀 삶은 새고기가 진주를 닮아 "진주면"이라는 이름이 붙었다.

## 만들기
닭고기나 꿩고기, 오리고기 등 새고기를 콩알만 한 크기로 썰어 메밀가루나 녹말을 묻힌 다음 삶아서 깻국에 넣고 여러 가지 고명을 올려 만든다.

## 같이 보기
- 진주냉면